# Прозак нација
Прозак нација: млади и депресивни у Америци (енгл. Prozac Nation) су мемоари америчке књижевнице и новинарке Елизабет Верцел (енгл. Elizabeth Wurtzel) (1967-2020) објављен 1994. године. Издање на српском језику објавила је издавачка кућа „Плато“ 2004. године у преводу Јелене Микља-Дамјановић.

## О аутору
Елизабет Варцел књижевница, новинарка и критичарка је рођена 1967. године. Дипломирала је на Харварду и Јејлу.  Са 26 година објавила је књигу Прозак нација мемоаре о депресији која је одмах постала књижевни феномен.
Након тога написала је још неколико књига: Bitch:In Praise of Difficult Women; More, Now, Again: A Memoir of Addiction
The Secret of Life: Commonsense Advice for Uncommon Women; Autobiography of a Recovering Skinhead; Creatocracy: How the Constitution Invented Hollywood.
Елизабет Варцел је умрла од рака дојке у 52. години живота 2020. године.

## О делу
Депресија је често табу тема, али је у овој књизи ауторка о њој проговорила из сопственог искуства. Годинама је боловала од депресије.
Елизабет Варцел је у књизи писла о свом сензибилитету који је увек био изражен, о пубертетским самодеструктивним испадима, разводу родитеља. Пише о психијатрима од којих није добијала адекватну помоћ, и који су често ти који само преписују и продају лекове и дрогу.
Дружила се са музичарима и писцима и сматра да су јој помогли да преживи младалачку депресију. Пише о периоду студирања, везивању за одређене мушкарце, о потрази за психотерапеутом који би јој могао помоћи, о покушају самоубиства. Описала је своје тренутке усамљености, патње, празнине и бесмисла, као и борбу да из тог стања изађе здрава.

## Екранизација
По књизи Прозак нација снимљен је истимени филм 2001. године у режији Ерика Скјолдбјергса. Главна улога је поверена Кристином Ричи. Њену мајку игра Џесика Ланг, цимерку на факултету Руби  Мишел Вилијамс, момка Ноу, Џонатан Рис Мајерс.